# Klientelizm
Klientelizm – układ nieformalnych zależności typu ekonomiczno-politycznego, w ramach których wpływowy decydent polityczny (lub zasobny dysponent dóbr ekonomicznych) – (patron) roztacza opiekę nad osobą (lub grupą społeczną) – (klientela) w zamian za poparcie polityczne. Zjawisko klientelizmu jest powszechnie uznawane za formę patologii społecznej, ponieważ narusza formalne i oficjalne reguły gry politycznej i ekonomicznej. Powiązania typu klientelistycznego zaburzają prawidłowy (z punktu widzenia obowiązujących urządzeń i instytucji społeczno-politycznych) proces dystrybucji dóbr politycznych i ekonomicznych, doprowadzając do powstania szarej strefy, niepodlegającej ogólnospołecznej kontroli. Zjawiskami pokrewnymi są zjawiska nepotyzmu oraz kumoterstwa. 
Powiązania typu klientelistycznego stanowią często (zwłaszcza w krajach niedemokratycznych lub w demokracjach nieskonsolidowanych) przedmiot dążeń partii politycznych. Wykreowanie tego typu zależności spełnia funkcję elementu strategii partyjnej, której głównym celem jest osiągnięcie swoistego monopolu w zakresie korzystania ze społecznej legitymacji określonego sektora społecznego. We współczesnych demokracjach występowanie partii w roli ogniwa klientelistycznego jest rzadko spotykane i znacznie ograniczone. W tym wypadku klientelizm przejawiać się może w silnie zaznaczonym w ramach polityki państwa pierwiastku "lokalizmu", czyli obecności interesów lokalnych lub regionalnych w grupie celów priorytetowych państwa. W takim układzie dochodzi do trudno uchwytnej wymiany poparcia wyborczego w zamian za określone przywileje i dobra świadczone na rzecz określonego regionu.
W państwach niedemokratycznych, a także w młodych demokracjach strategie klientelistyczne przybierają najczęściej postać patronażu administracyjnego (biurokratycznego). W systemach totalitarnych, gdzie funkcjonuje monopartia mająca monopol w zakresie obsadzania stanowisk w administracji państwowej, klientelizm oparty jest na więzi bezwzględnej lojalności i posłuszeństwa wobec partii-monopolisty. Klientelizm w wersji biurokratycznej ujawnia się także w sposób wyrazisty w nowo powstających systemach politycznych (np. kraje postkomunistyczne Europy Wschodniej i Środkowej) oraz w krajach, w których system partyjny uległ znaczącej erozji. W tym pierwszym przypadku demontaż struktur starego reżimu wiąże się ściśle z likwidacją dotychczasowego układu biurokratycznego. Następuje wymiana starych kadr na nowe, które są związane z nowymi partiami politycznymi odpowiedzialnymi za przeobrażenia polityczne. Krótko mówiąc, rebiurokratyzacja w takich sytuacjach stanowi mechanizm kreowania przez partie polityczne nowej klienteli politycznej. W drugim przypadku, gdzie partie polityczne utraciły pozycję wpływowego aktora politycznego, ich rolę przejmuje aparat biurokratyczny. Klientelizm w tej sytuacji opiera się na zależnościach hierarchicznych, a instrumentem oddziaływania patrona na klienta są powiązania służbowe (kraje afrykańskie: Kenia, Uganda, Gabon). 
Układy klientelistyczne są także tworzone przez wyrazistych liderów drogą promowania populistycznego typu polityki. Wówczas powiązania oparte są na przywiązaniu (upośledzonej społecznie i ekonomicznie) części społeczeństwa do przywódcy i jego oferty programowej (np. prezydent Jerry Rawlings w Ghanie czy Daniel arap Moi w Kenii). Bazę dla kształtowania się powiązań klientelistycznych stanowi także solidarność grupowa np. etniczna, rasowa czy też religijna. Z taką sytuacją mamy do czynienia w krajach afrykańskich, gdzie często głównym rysem różnicującym partie nie jest oferta programowa, lecz powiązania klientelistyczne z grupami etnicznymi. W tym przypadku tożsamość etniczna stanowi podstawę patronażu politycznego oraz główne kryterium dystrybucji dóbr (np. Tanzania, Botswana czy Senegal)

## Literatura
- A. Antoszewski, R. Herbut, Systemy polityczne współczesnego świata, Gdańsk, "Arche", 2001, s. 60-68, ISBN 83-88445-31-6